# معصوم عبده محمد
معصوم عبده محمد هو مواطن سوري، اعتقل سابقًا خارج نطاق القانون في معتقل غوانتانامو الأمريكي في كوبا. ولد في عام 1972 في القامشلي في سوريا، وهو كردي العرق. ظل في غوانتانامو لما يقرب من ثماني سنوات حتى أفرج عنه وتم نقله إلى بلغاريا في 4 مايو 2010.

## طلب اللجوء إلى كندا
في 10 فبراير 2009، ذكرت سي بي سي نيوز الكندية أن معصوم هو خامس معتقل في غوانتانامو يطلب اللجوء إلى كندا.

## اللجوء إلى بلغاريا
في ديسمبر 2009، ذكرت وكالة رويترز أن بلغاريا وافقت على استقبال عدد من المعتقلين السابقين في غوانتانامو. وفي 4 مايو 2010، قالت الولايات المتحدة الأمريكية أنه تم نقل ثلاثة معتقلين سابقين في غوانتانامو إلى ثلاث دول أوروبية، ونشرت جنسياتهم دون نشر هوياتهم. وفي 19 مايو 2010، ذكر الصحفي أندي ورثينجتون أن السوري معصوم تم نقله إلى بلغاريا، كما سمحت بلغاريا لعائلتهم بالانضمام إليهم. وفي ديسمبر 2010 كشفت دير شبيغل جانبًا من تفاصيل المفاوضات الأمريكية مع بلغاريا ليتم نقل المعتقلين السابقين في غوانتانامو إليها. حيث ذكرت أنه في مقابل استقبال اثنين من المعتقلين السابقين؛ سيتم رفع قيود عن طلبات تأشيرة السفر من بلغاريا إلى أمريكا.

## وصلات خارجية
- من هو السوري الذي تم نقله من غوانتانامو إلى بلغاريا ؟، أندي ورثينجتون.